# Aeschynanthus acuminatus

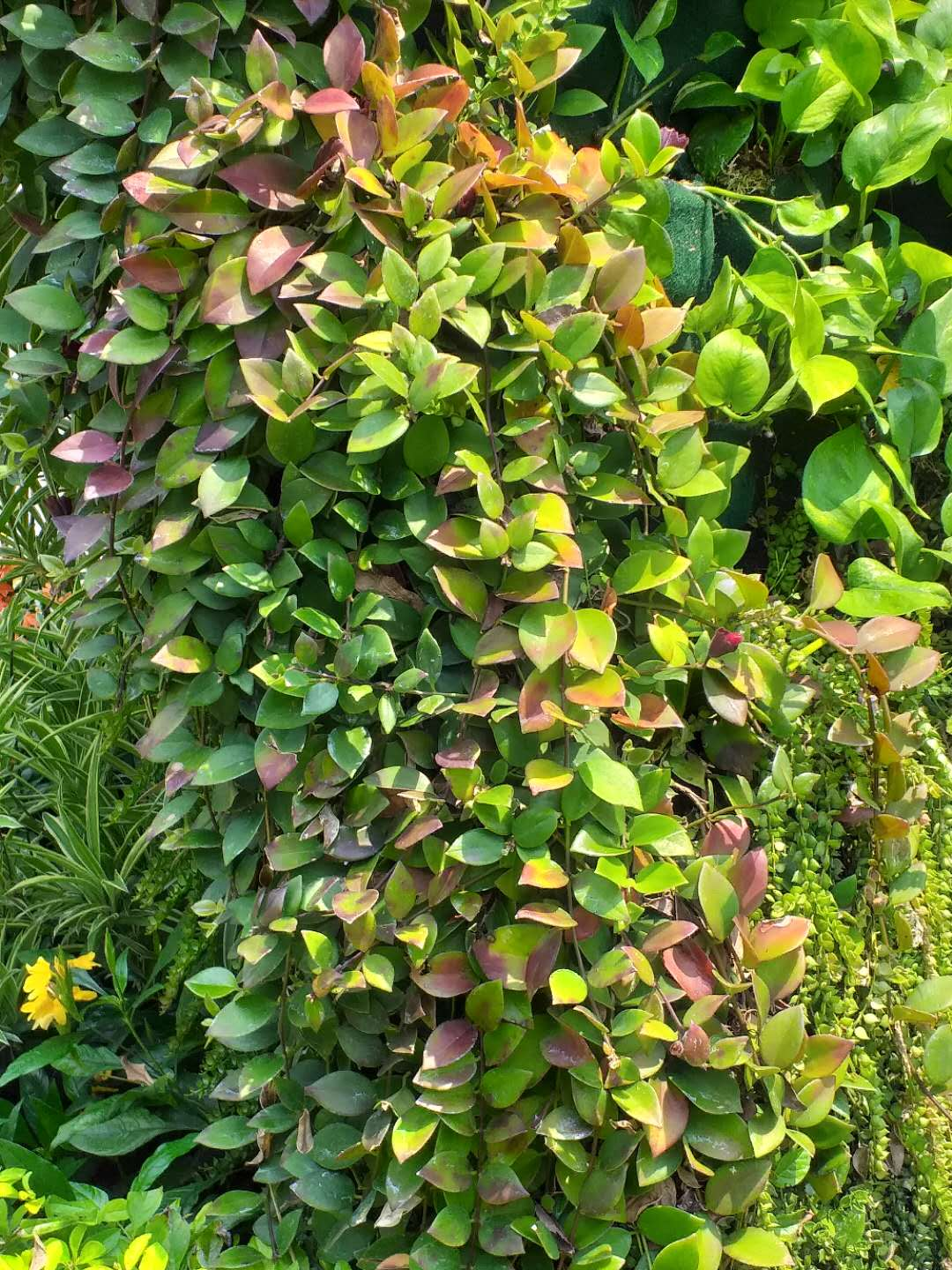
Plant. 2018 Taichung World Flora Exposition, Taiwan.

Aeschynanthus acuminatus là một loài thực vật có hoa trong họ Tai voi. Loài này được Wall. ex A.DC. mô tả khoa học đầu tiên năm 1845.